# Superior Massacre
Superior Massacre är det andra fullängds studioalbumet med det norska black metal-bandet Myrkskog. Albumet utgavs 2002 av skivbolaget Candlelight Records.

## Låtlista
1. "Intro" – 1:21
2. "Domain of the Superior" – 3:03
3. "Detain The Skin" – 3:40
4. "Trapped In Torment" – 4:01
5. "Indisposable Deaths" – 4:27
6. "Over The Gore" – 4:49
7. "Blood Ejaculation" – 3:27
8. "Utter Human Murder" – 4:13
9. "Bleeding Wrists" –3:10
10. "Outro" – 1:19

Text och musik: Myrkgrav (spår 1, 2, 4–7, 9, 10), Robert Eric Drake (spår 3, 8)

## Medverkande
Musiker (Myrkskog-medlemmar)
- Destructhor (Thor Anders Myhren) – gitarr, sång
- Secthdamon (Tony Ingebrigtsen) – trummor, bakgrundssång
- Gortheon (William Christophersen) – basgitarr

Bidragande musiker
- Cthulberg (Tomas Kulberg) – elektronik ("Intro" och "Outro")
- Miza[R] (Tomas Jensen även kallad "Izholo") – elektronik ("Intro" och "Outro")

Produktion
- Thorbjørn Akkerhaugen – producent, ljudtekniker, ljudmix, remix (spår 9)
- Destructhor – producent
- Secthdamon – producent
- Tom Kvålsvoll – mastering